# Château Latour-Martillac

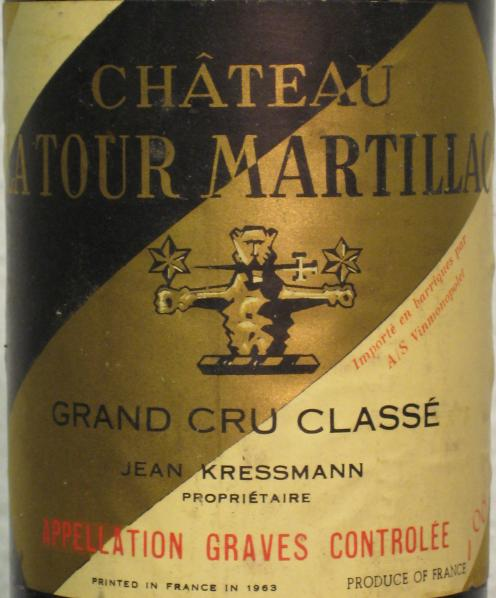
Detalle de una etiqueta de un Château Latour-Martillac del año 1962.

Château Latour-Martillac es una finca productora de vino en la región vinícola de Burdeos en Francia y, dentro de ella, en la AOC Pessac-Léognan de Graves. Se incluyó en la Clasificación del vino de Graves de 1953. La bodega y los viñedos se encuentran en la parte central de Graves, en la comuna de Martillac. Anteriormente se llamó Château La Tour-Martillac y también conocida como Kressmann La Tour.
El viñedo abarca 42 hectáreas de las que 33 se dedican a variedades de vino tinto y 9 ha a blanco. La finca también produce un segundo vino llamado Lagrave Martillac desde 1986, y un blanco seco desde 1990.